# مایک میشو
مایک میشو (به انگلیسی: Mike Michaud) نمایندهٔ حوزه انتخابیه دوم مین از حزب دموکرات ایالات متحده آمریکا در مجلس نمایندگان ایالات متحده آمریکا است که برای نخستین‌بار در ۲۰ ژانویه ۲۰۰۳ میلادی به‌عضویت این مجلس درآمد.
وی در نوامبر ۲۰۱۳ اعلام کرد که همجنس‌گراست. میشو نامزد دمکرات در انتخابات فرمانداری مین در سال ۲۰۱۴ است.